# Bilastină
Bilastina este un antihistaminic H1 derivat de benzimidazol, de generația a 2-a, fiind utilizat în tratamentul alergiilor, precum rinoconjunctivita alergică și urticaria.
Prezintă o eficacitate similară cu cetirizina, fexofenadina și desloratadina.

## Utilizări medicale
Bilastina a fost aprobată doar în Uniunea Europeană pentru tratamentul simptomatic al rinoconjunctivitei alergice și a urticariei, dar nu a fost aprobată în Statele Unite. Este indicată doar pentru copii cu vârsta mai mare de 12 ani și pentru adulți.

## Reacții adverse
Poate produce cefalee, somnolență, amețeli și oboseală.